# Theodor Saturník
Theodor Saturník (26. listopadu 1888 Tábor – 18. září 1949 Praha) byl český právník a právní historik, profesor slovanského a středoevropského práva a děkan právnické fakulty Univerzity Karlovy.

## Život
Studoval na gymnáziu v Rychnově nad Kněžnou a v Táboře. Poté se zapsal ke studiu práv na české právnické fakultě v Praze, kde byl v roce 1913 promován doktorem práv. Krátce získával praxi v soudnictví, protože se původně chtěl stát advokátem, ale už od počátku roku 1914 až do roku 1928 pracoval jako konceptní úředník, resp. tajemník v Národním muzeu. Zpracoval také jeho dějiny během první světové války a v prvních letech po vzniku Československa, nejvíce se ale zabýval dějinami jižních Slovanů. V roce 1923 se habilitoval pro obor dějin slovanského práva a o pět let později byl na české právnické fakultě jmenován mimořádným profesorem, přednášel také o středoevropských právních dějinách. Ke jmenování řádným profesorem pro odpor v části profesorského sboru došlo až v roce 1938, ovšem jmenovací dekret nebyl Theodoru Saturníkovi kvůli událostem okolo Mnichovské dohody nikdy doručen a tak byl nakonec skutečně jmenován až po válce roku 1946. Tehdy také jedno funkční období právnickou fakultu jako děkan vedl. Kromě toho redigoval Sborník věd státních a právních a už od 30. let byl generálním sekretářem a jednatelem Slovanského ústavu. Ve svém díle se snažil navazovat na profesora Kadlece, k němuž se velmi hlásil, ale jeho úrovně a proslulosti nikdy nedosáhl.

## Dílo
- Příspěvky k šíření byzantského práva u Slovanů (1922)
- Národní museum za války a po válce (1924)
- Jihoslovanské právo soukromé ve světle právních obyčejů (1926)
- Dějiny veřejného práva ve střední Evropě (I. 1935, II. 1938)
- Úvod do ústavních dějin slovenských (1931)
- Život starých Slovanů. O právu soukromém u Slovanů v dobách starších (1934)
- Přehled dějin soukromého práva ve střední Evropě (1945)
- Přehled dějin veřejného práva ve střední Evropě (1946)